# Joachim von Sandrart
Joachim von Sandrart starší (12. května 1606 ve Frankfurtu nad Mohanem – 14. října 1688 v Norimberku) byl malíř, rytec, historik umění, pedagog a překladatel.

## Rodina

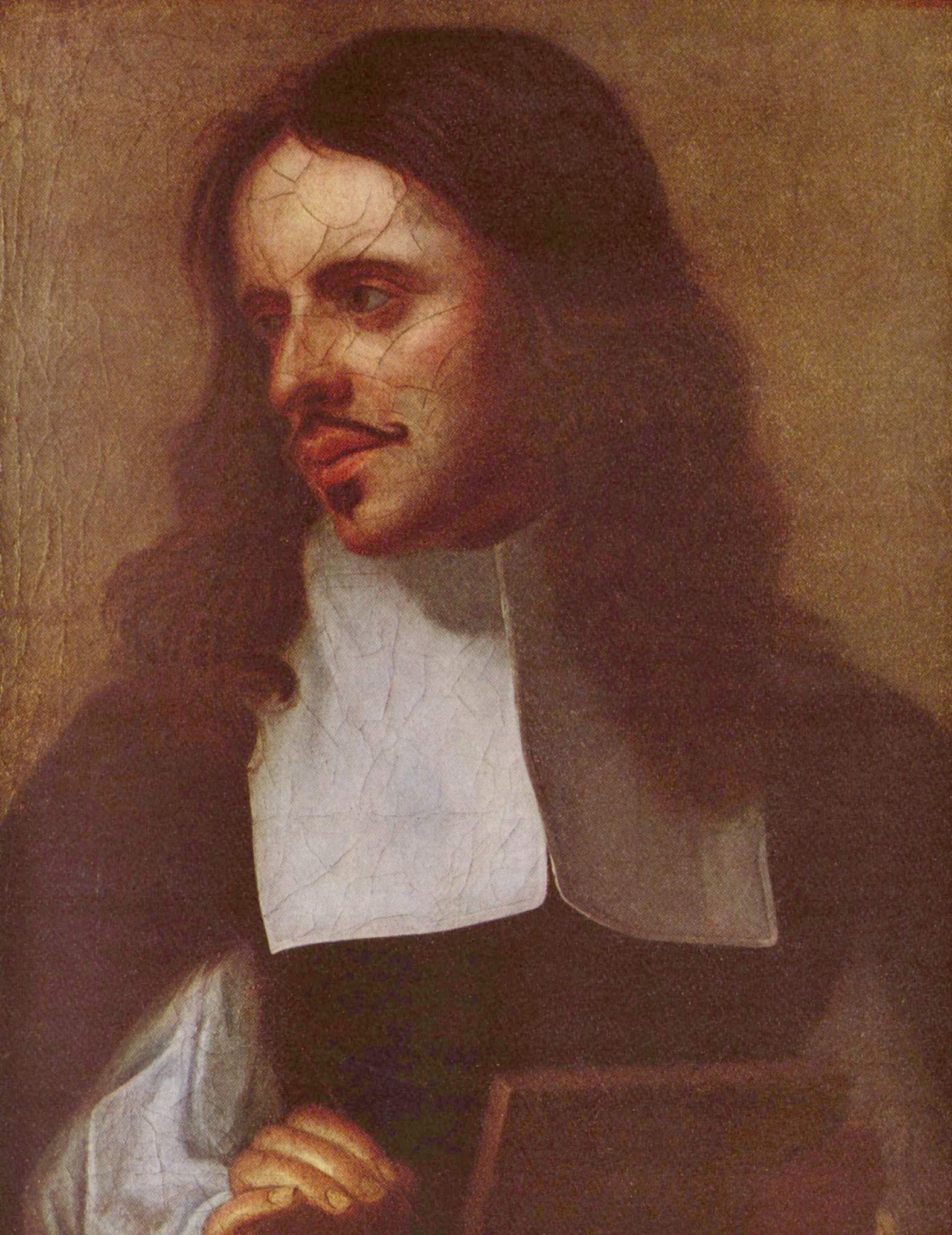
J. von Sandrart (obraz od K. Škréty)

Sandrart pocházel ze staré měšťanské rodiny z horské oblasti Monsu v belgické provincii Henegavsko, z přímé linie rodinné větve započaté Jeanem Sandratem (1449–1509), hejtmanem papežské gardy. V roce 1500 obdržel jeho prapředek od papeže Alexandra VI. (1431–1503) lénem „Lescaille a Fay u Monsu“ a byl povýšen do šlechtického stavu. Později Sandrartové přesídlili jako obchodníci do Frankfurtu nad Mohanem. Joachim von Sandrart z nich dosáhl nejvyšších poct; dne 20. července 1653 obdržel v Řezně (Regensburg) říšský titul a byl mu schválen erb se třemi hrozny.
Byl dvakrát ženat, poprvé s Johannou von Milkau, dcerou bohatého kalvínského klenotníka, emigranta z jižního Nizozemi. Po tchánovi v roce 1645 Sandrart zdědil zámek Stockau u Ingolstadtu.
Podruhé se oženil roku 1673 s o pětačtyřicet let mladší Ester Barbaru Bloemartovou (1651–1733) z norimberské rodiny obchodníků, kterou portrétoval. Obě manželství zůstala bezdětná.
Norimberský rytec a obchodník s uměleckými předměty Jacob von Sandrart (1630–1708) byl jeho synovec.

## Život

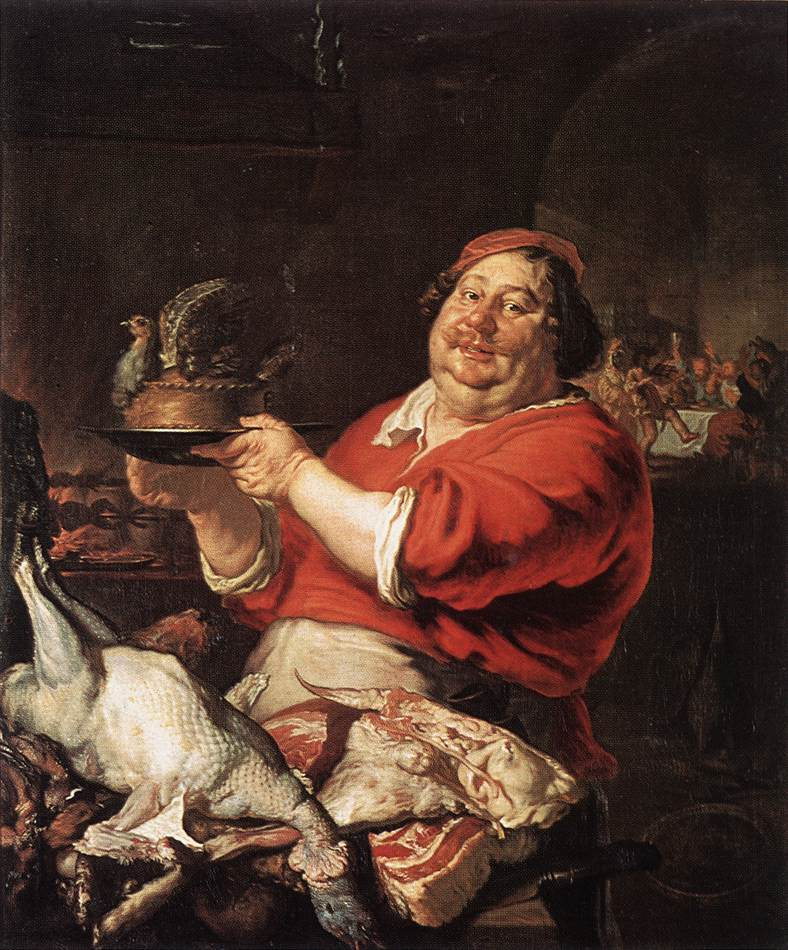
Únor z cyklu Měsíce, 1642

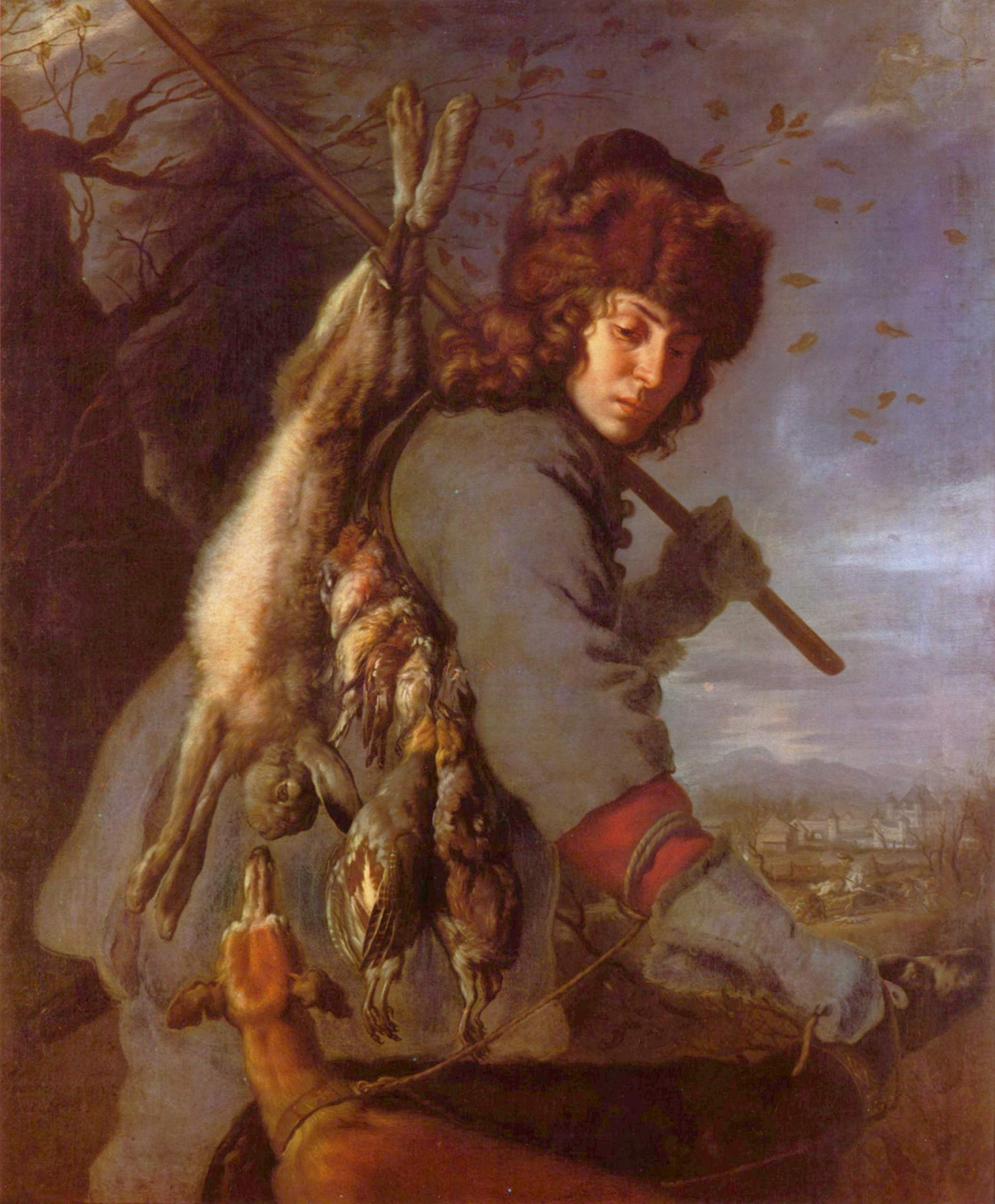
„Listopad“, 1643

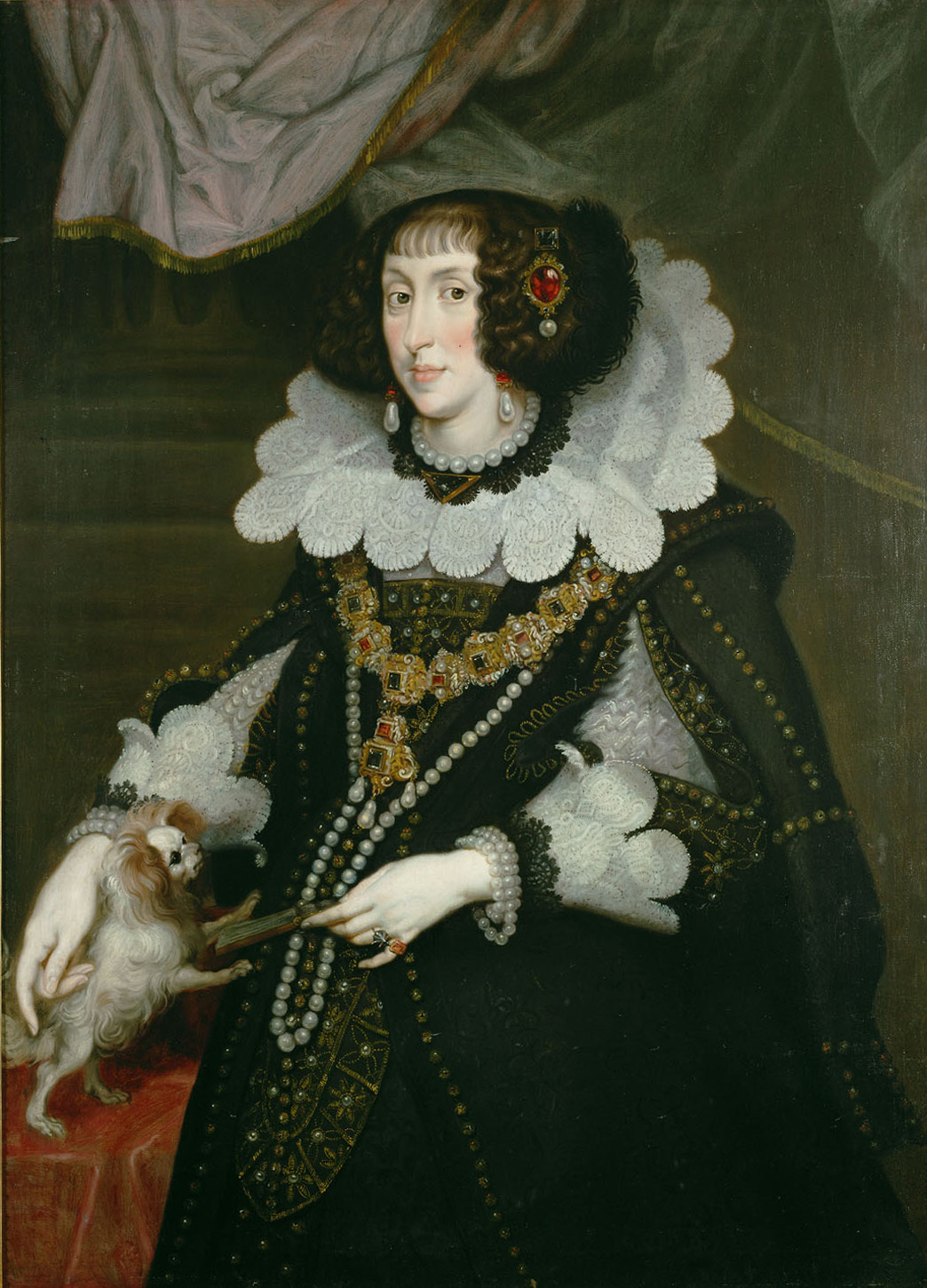
Arcivévodkyně Marie Anna Habsburská (1610-1665), Kurfiřtka bavorská (1643)

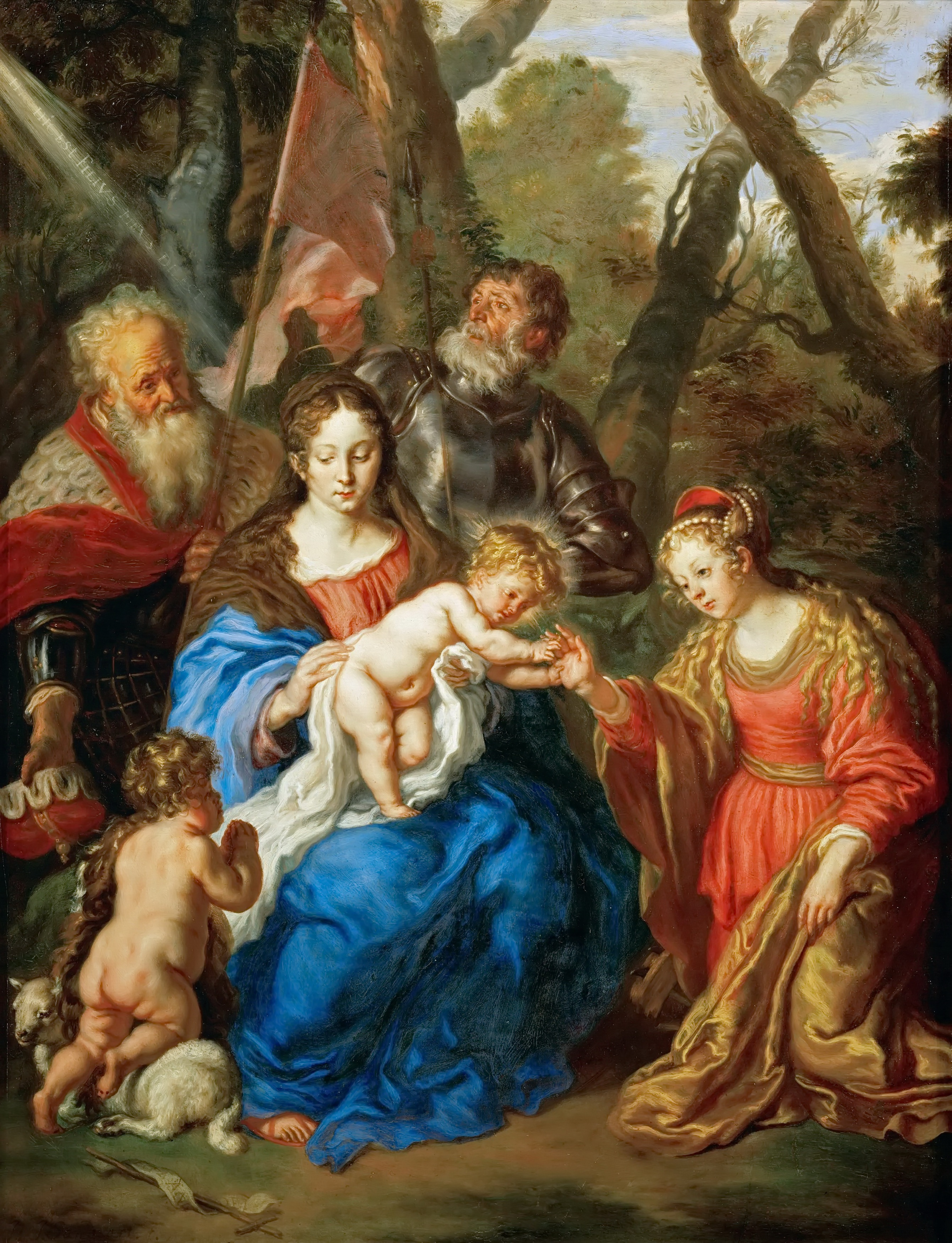
Mystické zasnoubení sv. Kateřiny (1647)

### Školení
Snad roku 1615 v devíti nebo deseti letech se Sandrart (1620/21) začal učit jako rytec a malíř v Norimberku u Petera Isselburga (asi 1580–1630) a poté v Praze v rytecké oficíně Egidia Sadelera staršího (asi 1570–1629). První uměleckou výukou však prošel již dříve v dílně Daniela Soreaua († 1619). O deset let později (1625) byl v Utrechtu žákem u Gerrita van Honthorsta (1592–1656), kde zůstal do roku 1629. V následujících šesti letech (do roku 1635) cestoval Sandrart se svým učitelem Honthorstem po Anglii (kde nastudoval královské a šlechtické portréty Antona van Dycka) a po Itálii. Mimo jiné tam maloval "Smrt Senecy", noční krajinu a další obrazy v Honthorstově stylu. Také dodával kresby do Justiniánovy galerie v Římě (Galeria Giustiniana, Řím, 1631).

### Rané dílo
Věnoval se většinou portrétům (těm po celou svou kariéru nejvíce) a biblickým scénam pro oltáře a vnitřní výzdobu římských kostelů. Několik objednávek Sandrart dostal od papeže Urbana VIII. (1568–1644). Více než provedením obrazů Sandrart vynikl kompoziční invencí svých kreseb a grafických cyklů, které posloužily jako předlohy pro další malíře, například Itinerarium Italiae nov-antiquae od Martina Zeillera (1589–1661), nebo Archontologia cosmica od Johanna Ludwiga Gottfrieda (1584–1633).

### Dvorní portrétista a obchodník s uměním
V roce 1635 se Sandrart vrátil zpět do Frankfurtu nad Mohanem, kde bydlel dva roky. Roku 1637 odešel do Amsterdamu, kde zůstal do roku 1645. Tam se již počátkem 40. let dostal do nejvyšší společnosti a stal se prominentním znalcem umění, mezinárodním obchodníkem s uměním a dvorním malířem bavorského kurfiřta. Pro Maxmiliána I. Bavorského (1573–1651) a jeho manželky Marie Anny Habsburské. Sandrart dále vytvořil vynikající alegorické obrazy Dvanáct měsíců a Den a noc, oba pro kurfiřtovu zámeckou galerii ve Schleißheimu. Po smrti svého tchána v roce 1645 Sandrart zdědil zámek Stockau u Ingolstadtu, do kterého se s manželkou přestěhoval a bydlel v něm i později.
V roce 1649 se Sandrart vrátil do Norimberka, kde měl lepší podmínky pro získávání objednávek. Tam maloval jak patricije, tak diplomaty a obchodníky. K jeho nejznámějším dílům té doby patří skupinový portrét diplomatů Třicetileté války Velká mírová hostina. Ta se konala dne 25. září 1648 u příležitosti podepsání Vestfálského míru, za účasti falckraběte Karla Gustava s císařským a švédským komisařem a říšskými státníky. Sandrartův obraz visí dosud v sále norimberské radnice, Týž námět namalovali také van Helst a Terborch.
Roku 1653 byl Sandrart povýšen do šlechtického stavu s titulem "falcko-neuburský rada" a poté, co ve Vídni portrétoval manželku císaře Ferdinand III. Habsburského (1608–1657), římského krále Ferdinanda IV. (1633–1654) a arcivévodu Leopolda (1614–1662), byl povýšen také do rakouského šlechtického stavu.
Další poctu získal 1676 od vévody Augusta ze Sachsen-Weißenfelsu (1614–1680). Byl přijat do prospěšné tzv. Výsostné společnosti (Fruchtbringende Gesellschaft), v tomto spolku byli všichni členové dekorování řádem Kokosové palmy a dostali své tituly. Sandrartovi vévoda propůjčil titul veřejně prospěšný a heslo Daleko vyčnívající". Jako emblém mu byla určena "červená jedle". V Köthenerově knize této společnosti je Sandrart uveden pod č. 836.
Sandrartovy výtvarné práce jsou náměty i provedením rozmanité. Nejvýznamnější z nich jsou skupinové a individuální portréty, kterých se dochovalo velké množství. Vycházejí jednak z nizozemské a vlámské tradice portrétistů (Rembrandt, Van Dyck), ale také z manýrismu a z portrétní grafiky Egidia Sadelera. Mají rovněž velký dokumentární význam jako portrétní galerie výtvarníků, jejichž tváře mnohdy odjinud nejsou známy.

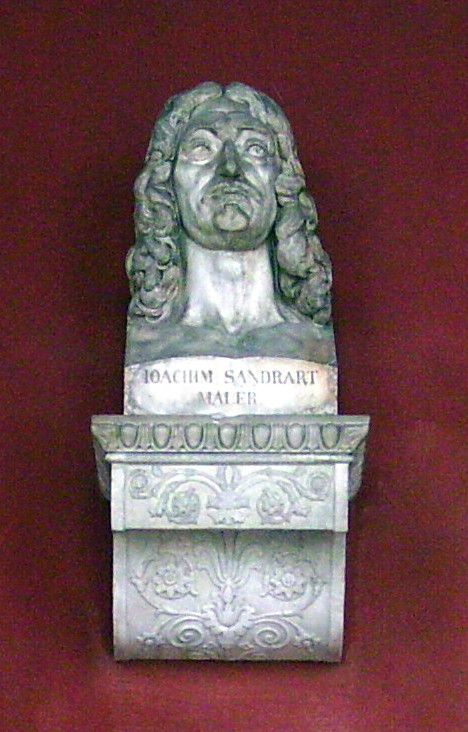
Busta Joachima Sandrarta v Panteonu, Mnichov

Oltářní obrazy a mytologické scény mívají pozoruhodné náměty a ikonograficky propracované scény, ale provedením jasou málo originální. Převažuje epigonský styl Rubensovy školy. V jihoněmeckých a rakouských galeriích i v kostelech se dochovala jeho díla v rukopisu zaměnitelná s jinými malíři. Větší přínos než svou výtvarnou tvorbou získal Sandrart svými organizačními počiny a spisy.

### Teutsche Akademie
V roce 1662 založil v Norimberku první německou uměleckou akademii. Byl také činný jako nakladatel. Jeho synovec a dědic Johann Jacob von Sandrart (1655–1698) pokračoval v jeho akademických spisech.
V letech 1670 až 1673 se usadil v Augsburgu. Tam založil soukromou uměleckou akademii. Roku 1675 vytvořil starozákonní obraz "Jákobův sen" na jižní stěně kostela františkánů v Augsburgu. Dále pracoval pro rakouské kostely.

## Obrazy
- Skupinový portrét jednotky kapitána Cornelise Bickera, připravené uvítat královnu Marii Medicejskou, (1638-1640), Rijksmuseum Amsterdam
- Alegorie dvanácti měsíců, (1642-1643), Bavorská národní galerie, zámek Schlessheim
- Portrét arcivévodkyně Marie Anny Habsburské, kurfiřtky bavorské (1643), tradiční styl renesančního manýrismu
- Mystické zasnoubení sv. Kateřiny, olej na plátně, (1647), Uměleckohistorické muzeum Vídeň
- Svatý Kajetán z Thiene pomáhá při morové epidemii v Neapoli, olejomalba na plátně; oltářní obraz v kostele theatinů sv. Michaela v Mnichově
- Hostina mírového kongresu (1650), olejomalba na plátně, 290 × 445 cm, Norimberk, Museen der Stadt, vystaveno: Fembohaus;
- Obraz z hlavního oltáře kostela Skotských benediktinů, Vídeň, přemístěný do sálu prelatury
- Nalezení sv. Kříže, kapucínský kostel Nalezení svatého Kříže v Brně, hlavní oltář[3]
- Gloria (Panna Maria s Janem Křtitelem oslavováni sborem světců), olejomalba na plátně 7x4 metry, (1671), obraz pro hlavní oltář kostela skotských benediktinů ve Vídni, nyní vystaven v sále prelatury.

## Vydavatel
Jeho stěžejním teoretickým dílem je kompendium Teutsche Academie der edlen Bau-, Bild und Malereikünste, které se objevilo v několika dílech mezi lety 1675 a 1679. Vzniklo ve spolupráci s norimberským básníkem Sigmundem von Birken (1626–1681), který Sandrartovy texty přepracovával a doplňoval četnými básněmi. Spis je pokládán za první teoretickou práci o výtvarném umění v němčině a první podrobný slovník architektů, stavitelů, sochařů a malířů s jejich portréty po encyklopedii Giorgia Vasariho. Dále Sandrart roku 1680 do němčiny přeložil a vydal italskou ikonologickou příručku antické mytologie ve výtvarném umění, od Vincenza Cartariho Le imagini colla sposizione degli dei degli antichi, s německým titulem: Iconologia Deorum oder Abbildung der Götter welche von den Alten verehret wurden.
Roku 1681 se Sandrart postaral o renovaci hrobu Albrechta Dürera (1471–1528) na hřbitově v Norimberku, kde také on sám v roce 1688 nalezl své poslední místo k odpočinku.

### Spisy
- Insignium Romae templorum prospectus exteriores et inferiores. – Nürnberg: Selbstverlag, 1690
- Sculpturae veteris admiranda, sive delineatio vera perfectissimarum eminetissimarumque statuarum. – Nürnberg: Froberger, 1680
- Teutsche Akademie der edlen Bau-, Bild- und Malereikünste. 3 svazky, Norimberk 1675–1679, portréty podle Sandrartových předloh provedli různí rytci. Nové vydání s originálními ilustracemi vydal: Uhl, Nürnberg 1994, ISBN 3-921503-79-5

### Překlady
- Iconologia Deorum oder Abbildung der Götter welche von den Alten verehret wurden. Nürnberg: Froberger, 1680; ikonologie bohů antické mytologie; originál:Vincenzo Cartari Le imagini colla sposizione degli dei degli antichi.